# Kish Island Challenger
Il Kish Island Challenger è stato un torneo professionistico di tennis giocato su campi in terra rossa. Faceva parte dell'ATP Challenger Series. Si è giocata una sola edizione, a Kish Island in Iran.

## Albo d'oro

### Singolare
| Anno | Campione      | Finalista         | Punteggio   |
| ---- | ------------- | ----------------- | ----------- |
| 2004 | Tomas Behrend | Mathieu Montcourt | 7–6(3), 6–1 |

### Doppio
| Anno | Campioni                    | Finalisti               | Punteggio     |
| ---- | --------------------------- | ----------------------- | ------------- |
| 2004 | Tomas Behrend Rogier Wassen | Adam Chadaj Filip Urban | 3–6, 6–2, 6–4 |